# ۲۵۹ (میلادی)

## رویدادها
- در سال ۲۵۹ میلادی در جنگی که میان ایران و روم درگرفت شاپور شاه ایران رومیان را شکست داد و به پیروزی بزرگی به دست آورد که به دنبال آن انتاکیه و سوریه و رها گشوده شد.